# ان‌جی‌سی ۴۷۸
ان‌جی‌سی ۴۷۸ (انگلیسی: NGC 478) یک کهکشان مارپیچی در صورت فلکی نهنگ است. این کهکشان تقریباً ۲۸۳ میلیون سال نوری از زمین فاصله دارد و در سال ۱۸۸۶ میلادی توسط فرانسیس پرستود لیونورث کشف شد.